# Episodi di Lucy ed io (sesta stagione)
La sesta stagione della serie televisiva Lucy ed io è stata trasmessa in anteprima negli Stati Uniti d'America dalla CBS tra il 1º ottobre 1956 e il 6 maggio 1957.
| nº | Titolo originale                      | Titolo italiano | Prima TV USA     | Prima TV Italia |
| -- | ------------------------------------- | --------------- | ---------------- | --------------- |
| 1  | Lucy and Bob Hope                     | Inedito         | 1º ottobre 1956  | Inedito         |
| 2  | Little Ricky Learns to Play the Drums | Inedito         | 8 ottobre 1956   | Inedito         |
| 3  | Lucy Meets Orson Welles               | Inedito         | 15 ottobre 1956  | Inedito         |
| 4  | Little Ricky Gets Stage Fright        | Inedito         | 22 ottobre 1956  | Inedito         |
| 5  | Visitor from Italy                    | Inedito         | 29 ottobre 1956  | Inedito         |
| 6  | Off to Florida                        | Inedito         | 12 novembre 1956 | Inedito         |
| 7  | Deep Sea Fishing                      | Inedito         | 19 novembre 1956 | Inedito         |
| 8  | Desert Island                         | Inedito         | 26 novembre 1956 | Inedito         |
| 9  | The Ricardos Visit Cuba               | Inedito         | 3 dicembre 1956  | Inedito         |
| 10 | Little Ricky's School Pageant         | Inedito         | 17 dicembre 1956 | Inedito         |
| 11 | The I Love Lucy Christmas Show        | Inedito         | 24 dicembre 1956 | Inedito         |
| 12 | Lucy and the Loving Cup               | Inedito         | 7 gennaio 1957   | Inedito         |
| 13 | Lucy and Superman                     | Inedito         | 14 gennaio 1957  | Inedito         |
| 14 | Little Ricky Gets a Dog               | Inedito         | 21 gennaio 1957  | Inedito         |
| 15 | Lucy Wants to Move to the Country     | Inedito         | 28 gennaio 1957  | Inedito         |
| 16 | Lucy Hates to Leave                   | Inedito         | 4 febbraio 1957  | Inedito         |
| 17 | Lucy Misses the Mertzes               | Inedito         | 11 febbraio 1957 | Inedito         |
| 18 | Lucy Gets Chummy with the Neighbors   | Inedito         | 18 febbraio 1957 | Inedito         |
| 19 | Lucy Raises Chickens                  | Inedito         | 4 marzo 1957     | Inedito         |
| 20 | Lucy Does the Tango                   | Inedito         | 11 marzo 1957    | Inedito         |
| 21 | Ragtime Band                          | Inedito         | 18 marzo 1957    | Inedito         |
| 22 | Lucy's Night in Town                  | Inedito         | 25 marzo 1957    | Inedito         |
| 23 | Housewarming                          | Inedito         | 1º aprile 1957   | Inedito         |
| 24 | Building a Bar-B-Q                    | Inedito         | 8 aprile 1957    | Inedito         |
| 25 | Country Club Dance                    | Inedito         | 22 aprile 1957   | Inedito         |
| 26 | Lucy Raises Tulips                    | Inedito         | 29 aprile 1957   | Inedito         |
| 27 | The Ricardos Dedicate a Statue        | Inedito         | 6 maggio 1957    | Inedito         |